# Jeremy Reich
Jeremy Reich (* 11. února 1979, Craik, Saskatchewan, Kanada) je bývalý kanadský profesionální hokejista. Jako hráč vynikal ve fyzické hře a neváhal se porvat. V NHL odehrál necelou stovku utkání napříč třemi sezónami, v AHL odehrál zápasů přes šest set.

## Hráčská kariéra
Po kariéře ve vedlejší juniorské soutěži Saskatchewan Midget AAA Hockey League za tým Saskatchewan Contacts se vydal na dráhu hlavních juniorských lig. V roce 1995/96 nastoupil ve WHL za tým Seattle Thunderbirds. Po své druhé sezoně v týmu ho na draftu NHL 1997 draftovali jako devětatřicátého celkově Chicago Blackhawks. Poté zůstal ve WHL a v sezoně 1997/98 byl vyměněn do Swift Current Broncos za Jeffreyho Beatche.
Sezona 1999-00 byla jeho poslední v juniorské kategorii. Poté se stal profesionálem ve farmářské American Hockey League, za tým Syracuse Crunch. Debut v NHL si odbyl v sezoně 2003/04, kdy si za Columbus Blue Jackets zahrál v devíti zápasech a připsal si jednu asistenci. V sezoně 2004/05, jako hráč Crunch, byl vyměněn do Houston Aeros za hostování Jasona Becketta. Po té sezoně, 7. září 2005, podepsal jako volný hráč smlouvu s Boston Bruins a začínal na jejich farmě v AHL, Providence Bruins. V sezoně 2007/08 vstřelil svůj první gól v NHL a to proti svému bývalému týmu, Columbus Blue Jackets.
2. července 2009, opět jako volný hráč, podepsal smlouvu s New York Islanders. Za farmářský tým Bridgeport Sound Tigers si připsal 12 gólů ve 33 zápasech, sezonu mu zkrátilo zranění. 1. července 2010 se opět stal volným hráčem a tak se vrátil do Bruins, kde podepsal jednoletou smlouvu. Jeho posledním angažmá byl ERC Ingolstadt v DEL během sezóny 2011/12.

### Přestupy
- 20. prosince 1997 - Seattle Thunderbirds → Swift Current Broncos - za Jeffreyho Betche
- 10. března 2005 - Syracuse Crunch na hostování → Houston Aeros - za hostování Jasona Becketta
- 7. září 2005 - volný hráč → Boston Bruins
- 2. července 2009 - volný hráč → New York Islanders
- 1. července 2010 - volný hráč → Boston Bruins

## Klubové statistiky
| Sezona       | Klub                    | Soutěž       | Základní část | Základní část | Základní část | Základní část | Základní část | Play off | Play off | Play off | Play off | Play off |
| Sezona       | Klub                    | Soutěž       | Z             | G             | A             | B             | TM            | Z        | G        | A        | B        | TM       |
| ------------ | ----------------------- | ------------ | ------------- | ------------- | ------------- | ------------- | ------------- | -------- | -------- | -------- | -------- | -------- |
| 1995–96      | Seattle Thunderbirds    | WHL          | 65            | 11            | 11            | 22            | 88            | 5        | 0        | 1        | 1        | 10       |
| 1996–97      | Seattle Thunderbirds    | WHL          | 62            | 19            | 31            | 50            | 134           | 15       | 2        | 5        | 7        | 36       |
| 1997–98      | Seattle Thunderbirds    | WHL          | 43            | 24            | 23            | 47            | 121           | —        | —        | —        | —        | —        |
| 1997–98      | Swift Current Broncos   | WHL          | 22            | 8             | 8             | 16            | 47            | 12       | 5        | 6        | 11       | 37       |
| 1998–99      | Swift Current Broncos   | WHL          | 67            | 21            | 28            | 49            | 220           | 6        | 0        | 3        | 3        | 26       |
| 1999–00      | Swift Current Broncos   | WHL          | 72            | 33            | 58            | 91            | 167           | 12       | 2        | 10       | 12       | 19       |
| 2000–01      | Syracuse Crunch         | AHL          | 56            | 6             | 9             | 15            | 108           | 5        | 0        | 0        | 0        | 6        |
| 2001–02      | Syracuse Crunch         | AHL          | 59            | 9             | 7             | 16            | 178           | 10       | 4        | 0        | 4        | 16       |
| 2002–03      | Syracuse Crunch         | AHL          | 78            | 14            | 13            | 27            | 195           | —        | —        | —        | —        | —        |
| 2003–04      | Syracuse Crunch         | AHL          | 72            | 14            | 37            | 51            | 150           | 6        | 1        | 1        | 2        | 13       |
| 2003–04      | Columbus Blue Jackets   | NHL          | 9             | 0             | 1             | 1             | 20            | —        | —        | —        | —        | —        |
| 2004–05      | Syracuse Crunch         | AHL          | 50            | 4             | 5             | 9             | 189           | —        | —        | —        | —        | —        |
| 2004–05      | Houston Aeros           | AHL          | 18            | 3             | 4             | 7             | 34            | 5        | 0        | 1        | 1        | 28       |
| 2005–06      | Providence Bruins       | AHL          | 77            | 8             | 15            | 23            | 235           | 6        | 0        | 0        | 0        | 27       |
| 2006–07      | Providence Bruins       | AHL          | 46            | 4             | 7             | 11            | 105           | —        | —        | —        | —        | —        |
| 2006–07      | Boston Bruins           | NHL          | 32            | 0             | 1             | 1             | 63            | —        | —        | —        | —        | —        |
| 2007–08      | Boston Bruins           | NHL          | 58            | 2             | 2             | 4             | 78            | 4        | 0        | 0        | 0        | 8        |
| 2008–09      | Providence Bruins       | AHL          | 76            | 21            | 13            | 34            | 139           | 16       | 3        | 5        | 8        | 21       |
| 2009–10      | Bridgeport Sound Tigers | AHL          | 33            | 12            | 8             | 20            | 24            | 5        | 1        | 2        | 3        | 4        |
| 2010–11      | Providence Bruins       | AHL          | 72            | 14            | 9             | 23            | 52            | —        | —        | —        | —        | —        |
| Celkem v NHL | Celkem v NHL            | Celkem v NHL | 99            | 2             | 4             | 6             | 161           | 4        | 0        | 0        | 0        | 8        |